# ヴァン・ナイズ空港
ヴァン・ナイズ空港 (Van Nuys Airport) は、アメリカ合衆国・カリフォルニア州ロサンゼルスの郊外ヴァン・ナイズにある空港。大手航空会社の乗り入れはなく、あくまでプライベート機やチャーター機、小型機用である。
2本の滑走路で1日約1400回の離着陸を扱っている（2006年）。利便性と匿名性を重視している方針のため、ハリウッドの有名俳優や政治家、企業経営者などが好んで利用している。また土地柄、映画のロケーション撮影でもよく使われている。
空港からロサンゼルス国際空港行きのバス「ヴァン・ナイズ・フライアウェイ・バス」 (Van Nuys FlyAway Bus) が運行している。
ロサンゼルスをカバーする多くの報道機関用ヘリコプターも、この空港を起点としている。